# Список 25 лідерів плей-оф НБА за перехопленнями за всю історію ліги

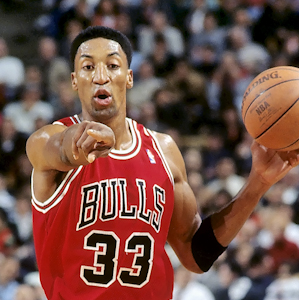
Скотті Піппен — лідер плей-оф НБА за перехопленнями за всю історію ліги

Цей список містить 25 гравців, які зробили найбільшу кількість перехоплень у матчах плей-оф Національної баскетбольної асоціації за кар'єру. Повний список лідерів у цій номінації опублікований на сайті basketball-reference.com.
У баскетболі «перехоплення» означає дії гравця оборони щодо заволодіння м'ячем, які він виконує під час кидка або передачі гравців атаки. При втраті контролю над м'ячем атакувальній команді внаслідок перехоплення захисниками суперника у статистичному звіті матчу записується втрата. Після перехоплення м'яча команда, що захищається, переходить у швидкий відрив і набирає «легкі» очки. В НБА найкращим гравцем за перехопленнями вважають гравця з найбільшим середнім показником за ними за матч. Вперше цю номінацію ввели тільки в сезоні 1973–74 років, коли почали вести статистику за ними, тому в баскетболістів, які грали до 1973 року, перехоплення в статистиці відсутні.
Лише чотири баскетболісти на сьогодні зробили понад 350 перехоплень, 7 гравців подолали рубіж у 300 балів і 15 осіб мають в своєму активі більш як 250 перехоплень.
Першим гравцем, який подолав планку в 350 перехоплень, був Меджик Джонсон, який домігся цього результату в плей-оф 1991 року, після чого завершив кар'єру після закінчення плей-оф 1996 року, набравши в підсумку 358 балів. У плей-оф 1998 року позначку в 350 перехоплень подолав Майкл Джордан, який завершив свої виступи в НБА того самого року з результатом у 376 балів, через три роки він відновив свою кар'єру, проте його команда за два сезони в плей-оф не виходила. У плей-оф 1999 року це досягнення повторив Скотті Піппен, який після цього відіграв п'ять сезонів, попутно встановивши досі неперевершений рекорд у 395 перехоплень. У плей-оф 2016 року цей результат повторив Леброн Джеймс, який досі продовжує свою професійну кар'єру, набравши по закінченні плей-оф 2017 року 382 бали.
Лідером же за середнім показником за гру на сьогодні є Берон Девіс, який після закінчення своєї кар'єри має в своєму активі результат у 2,28 перехоплення в середньому за гру. Друге місце за цим показником займає Моріс Чікс, який за підсумками своїх виступів робив по 2,22 перехоплення в середньому за гру. На третьому місці йде Кріс Пол, що продовжує свою кар'єру, показник якого нині становить 2,21 бала в середньому за гру.
У цей список входять чотири чинних баскетболісти, найрезультативнішим з них є Леброн Джеймс, який займає поки що друге місце.

## Легенда до списку
| Поз.    | ЛФ             | ВФ             | РЗ                     | АЗ                    | Ц         | Прим.      |
| Позиція | Легкий форвард | Важкий форвард | Розігру- ючий захисник | Атакувальний захисник | Центровий | Примі- тки |

| ^ | Відмічені гравці, які виступають в НБА дотепер                              |
| * | Обрані в Баскетбольну Залу слави                                            |
|   | Нещодавно завершив кар'єру, але поки що його не обрали в залу слави         |
|   | Завершив кар'єру понад 10 років тому, але його так і не обрали в залу слави |

## Список
Станом на 28 травня 2017 року
| Місце | Гравець           | Фото | Поз.   | Рік народження | Клуби (роки) | Загалом перехоплень | Ігор зіграно | Перехоплень за гру | Зала слави | Прим.         |
| ----- | ----------------- | ---- | ------ | -------------- | --- | ------------------- | ------------ | ------------------ | ---------- | ------------- |
| 1     | Скотті Піппен*    |      | ЛФ     | 1965           | Чикаго Буллз (1988—1998) Х'юстон Рокетс (1999) Портленд Трейл-Блейзерс (2000—2003)                                                    | 395                 | 208          | 1,90               | 2010       | [ 8 ] [ 9 ]   |
| 2     | Леброн Джеймс^    |      | ЛФ/ ТФ | 1984           | Клівленд Кавальєрс (2006—2010, 2015—2017) Маямі Гіт (2011—2014)                                                                       | 382                 | 212          | 1,80               | —          | [ 10 ] [ 11 ] |
| 3     | Майкл Джордан*    |      | АЗ     | 1963           | Чикаго Буллз (1985—1993, 1995—1998)                                                                                                   | 376                 | 179          | 2,10               | 2009       | [ 12 ] [ 13 ] |
| 4     | Меджик Джонсон*   |      | РЗ     | 1959           | Лос-Анджелес Лейкерс (1980—1991, 1996)                                                                                                | 358                 | 190          | 1,88               | 2002       | [ 14 ] [ 15 ] |
| 5     | Джон Стоктон*     |      | РЗ     | 1962           | Юта Джаз (1985—2003) | 338                 | 182          | 1,86               | 2009       | [ 16 ] [ 17 ] |
| 6     | Кобі Браянт       |      | АЗ     | 1978           | Лос-Анджелес Лейкерс (1997—2004, 2006—2012)                                                                                           | 310                 | 220          | 1,41               | —          | [ 18 ] [ 19 ] |
| 7     | Джейсон Кідд      |      | РЗ     | 1973           | Фінікс Санз (1997—2001) Нью-Джерсі Нетс (2002—2007) Даллас Маверікс (2008—2012) Нью-Йорк Нікс (2013)                                  | 302                 | 158          | 1,91               | —          | [ 20 ] [ 21 ] |
| 8     | Ларрі Берд*       |      | ЛФ/ ТФ | 1956           | Бостон Селтікс (1980—1988, 1990—1992)                                                                                                 | 296                 | 164          | 1,80               | 1998       | [ 22 ] [ 23 ] |
| 9     | Моріс Чікс        |      | РЗ     | 1956           | Філадельфія-76 (1979—1987, 1989) Нью-Йорк Нікс (1990—1991) Нью-Джерсі Нетс (1993)                                                     | 295                 | 133          | 2,22               | —          | [ 24 ] [ 25 ] |
| 10    | Ману Джинобілі^   |      | АЗ     | 1977           | Сан-Антоніо Сперс (2003—2008, 2010—2017)                                                                                              | 285                 | 213          | 1,34               | —          | [ 26 ] [ 27 ] |
| 11    | Клайд Дрекслер*   |      | АЗ/ ЛФ | 1962           | Портленд Трейл-Блейзерс (1984—1994) Х'юстон Рокетс (1995—1998)                                                                        | 278                 | 145          | 1,92               | 2004       | [ 28 ] [ 29 ] |
| 12    | Роберт Оррі       |      | ВФ/ ЛФ | 1970           | Х'юстон Рокетс (1993—1996) Лос-Анджелес Лейкерс (1997—2003) Сан-Антоніо Сперс (2004—2008)                                             | 276                 | 244          | 1,13               | —          | [ 30 ] [ 31 ] |
| 13    | Дерек Фішер       |      | РЗ/ АЗ | 1974           | Лос-Анджелес Лейкерс (1997—2004, 2008—2011) Юта Джаз (2007) Оклахома-Сити Тандер (2012—2014)                                          | 272                 | 259          | 1,05               | —          | [ 32 ] [ 33 ] |
| 14    | Двейн Вейд^       |      | АЗ/ РЗ | 1982           | Маямі Гіт (2004—2007, 2009—2014, 2016) Чикаго Буллз (2017)                                                                            | 266                 | 172          | 1,55               | —          | [ 34 ] [ 35 ] |
| 15    | Карл Мелоун*      |      | ВФ     | 1963           | Юта Джаз (1986—2003) Лос-Анджелес Лейкерс (2004)                                                                                      | 258                 | 193          | 1,34               | 2010       | [ 36 ] [ 37 ] |
| 16    | Денніс Джонсон*   |      | РЗ/ АЗ | 1954 — 2007    | Сіетл Суперсонікс (1978—1980) Фінікс Санз (1981—1983) Бостон Селтікс (1984—1990)                                                      | 247                 | 180          | 1,37               | 2010       | [ 38 ] [ 39 ] |
| 17    | Хакім Оладжьювон* |      | Ц      | 1963           | Х'юстон Рокетс (1985—1991, 1993—1999) Торонто Репторс (2002)                                                                          | 245                 | 145          | 1,69               | 2008       | [ 40 ] [ 41 ] |
| 18    | Джуліус Ірвінг*   |      | ЛФ     | 1950           | Філадельфія-76 (1977—1987) | 235                 | 141          | 1,67               | 1993       | [ 42 ] [ 43 ] |
| 19    | Айзея Томас*      |      | РЗ     | 1961           | Детройт Пістонс (1984—1992) | 234                 | 111          | 2,11               | 2000       | [ 44 ] [ 45 ] |
| 20    | Байрон Скотт      |      | АЗ     | 1961           | Лос-Анджелес Лейкерс (1984—1993, 1997) Індіана Пейсерс (1994—1995)                                                                    | 226                 | 183          | 1,23               | —          | [ 46 ] [ 47 ] |
| 21    | Гері Пейтон*      |      | РЗ     | 1968           | Сіетл Суперсонікс (1991—1998, 2000, 2002) Мілвокі Бакс (2003) Лос-Анджелес Лейкерс (2004) Бостон Селтікс (2005) Маямі Гіт (2006—2007) | 216                 | 154          | 1,40               | 2013       | [ 48 ] [ 49 ] |
| 22    | Пол Пірс          |      | ЛФ     | 1977           | Бостон Селтікс (2002—2005, 2008—2013) Бруклін Нетс (2014) Вашингтон Візардс (2015) Лос-Анджелес Кліпперс (2016—2017)                  | 204                 | 170          | 1,20               | —          | [ 50 ] [ 51 ] |
| 23    | Майкл Купер       |      | АЗ     | 1956           | Лос-Анджелес Лейкерс (1980—1990) | 203                 | 168          | 1,21               | —          | [ 52 ] [ 53 ] |
| 24    | Бен Воллес        |      | Ц/ ТФ  | 1974           | Детройт Пістонс (2002—2006) Чикаго Буллз (2007) Клівленд Кавальєрс (2008—2009)                                                        | 199                 | 130          | 1,53               | —          | [ 54 ] [ 55 ] |
| 25    | Тоні Паркер^      |      | РЗ     | 1982           | Сан-Антоніо Сперс (2002—2017) | 196                 | 221          | 0,89               | —          | [ 56 ] [ 57 ] |